# By nie pełzać na kolanach
By nie pełzać na kolanach – amerykański film biograficzny z 1976 roku na podstawie książki Woody’ego Guthrie.

## Opis fabuły
Lata 30. XX wieku. Kryzys gospodarczy w Stanach Zjednoczonych. Woody Guthrie, mieszkający w małej mieścinie w Teksasie z żoną Mary i dwójką dzieci, próbuje wiązać koniec z końcem. Nie udaje mu się znaleźć pracy, więc rusza do Kalifornii, licząc na lepszą przyszłość. Na miejscu okazuje się, że przeliczył się. Zaczyna to opisywać. Poznaje Ozarka Bule’a, dzięki któremu zaczyna śpiewać i trafia do radia.

## Obsada
- David Carradine – Woody Guthrie
- Ronny Cox – Ozark Bule
- Melinda Dillon – Mary/Memphis Sue
- Gail Strickland – Pauline
- John Lehne – Locke
- Ji-Tu Cumbuka – Slim Snedeger
- Randy Quaid – Luther Johnson
- Elizabeth Macey – Liz Johnson

i inni

## Nagrody i nominacje
Oscary 1976
- Najlepsze zdjęcia – Haskell Wexler
- Najlepsza muzyka z piosenkami i/lub najtrafniejsza adaptacja – Leonard Rosenman
- Najlepszy film – Robert F. Blumofe, Harold Leventhal (nominacja)
- Najlepszy scenariusz adaptowany – Robert Getchell (nominacja)
- Najlepsze kostiumy – William Ware Theiss (nominacja)
- Najlepszy montaż – Robert C. Jones, Pembroke J. Herring (nominacja)

Złote Globy 1976
- Najlepszy dramat (nominacja)
- Najlepsza reżyseria – Hal Ashby (nominacja)
- Najlepszy aktor dramatyczny – David Carradine (nominacja)
- Najlepszy debiut aktorski kobiecy – Melinda Dillon (nominacja)